# Clitarchus magnus
Clitarchus magnus är en insektsart som beskrevs av Brunner von Wattenwyl 1907. Clitarchus magnus ingår i släktet Clitarchus och familjen Phasmatidae. Inga underarter finns listade i Catalogue of Life.